# Makoto Sakamoto
Makoto Sakamoto (坂本真) (Ibaraki, Japão, 17 de junho de 1977), é um ator japonês.

## Filmografia

### Filmes
| Ano  | Título original             | Título em português | Papel            | Observações |
| 2003 | Battle Royale II: Requiem   |                     | Osamu Kasai      |             |
| 2005 | Densha Otoko                |                     | Muto             |             |
| 2005 | Gyakkyo Nine                |                     | Minami           |             |
| 2005 | Fly, Daddy, Fly             |                     | Yamashita        |             |
| 2006 | Limit of Love: Umizaru      |                     | Kenta Nagashima  |             |
| 2006 | Yo-Yo Girl Cop              |                     | Higashiyama      |             |
| 2006 | Aogura                      |                     | Beramaccha       |             |
| 2007 | Itsuka no kimi e            |                     | Colega de Classe |             |
| 2008 | Sunshine Days               |                     |                  |             |
| 2008 | Shakariki!                  |                     |                  |             |
| 2009 | Gakkô Ura Saito             |                     |                  |             |
| 2009 | Hakujitsumu                 |                     |                  |             |
| 2009 | Nodame Cantabile: The Movie |                     | Yohei Hashimoto  |             |
| 2010 | Kuronezumi                  |                     |                  |             |

### Televisão
| Ano  | Título original     | Título em português | Papel              | Observações      |
| 2005 | Umizaru             |                     | Kenta Nagashima    | Fuji TV          |
| 2005 | Pink no Idenshi     |                     | Hikari Chikubujima | TV Tokyo         |
| 2006 | Fugoh Keiji         |                     |                    | TV Asahi, ep 4   |
| 2006 | Nodame Cantabile    |                     | Yohei Hashimoto    | Fuji TV          |
| 2007 | Liar Game           |                     | Wataru Ono         | Fuji TV          |
| 2007 | Mop Girl            |                     | Kohei Tsukada      | TV Asahi         |
| 2007 | Galileo             |                     | Kohei Tsukada      | Fuji TV, ep 9-10 |
| 2008 | Nodame Cantabile SP |                     | KYohei Hashimoto   | Fuji TV          |
| 2008 | Bara no nai Hanaya  |                     |                    | Fuji TV, ep4     |
| 2008 | Puzzle              |                     | Eichi Shimura      | TV Asahi, ep 4   |
| 2009 | Voice               |                     |                    | Fuji TV, ep 9    |
| 2009 | Meitantei no Okite  |                     | Jiro Haita         | TV Asahi, ep 7   |

### Tokusatsu
| Ano  | Título original       | Título em português | Papel  | Observações     |
| 2006 | Gogo Sentai Boukenger |                     |        | TV Asahi, ep 32 |
| 2008 | Kamen Rider Kiva      |                     |        | TV Asahi        |
| 2010 | Kamen Rider OOO       |                     | Tadano | TV Asahi, ep 10 |